# Llum cansada
La hipòtesi de la llum cansada, alternativa al “big-bang” ("Gran Explosió"), explica per què l'espectre de llum de totes les  galàxies observades està  desplaçat cap al vermell. La hipòtesi, formulada per Fritz Zwicky el 1929, explica que els  fotons perden energia en col·lidir amb altres partícules mentre es desplacen. Considerant que l'energia d'un fotó és inversament proporcional a la seva longitud d'ona, el resultat seria un desplaçament de la longitud d'ona cap al vermell. Aquesta hipòtesi no implica un univers en expansió, com sí que ho fa el “big-bang”. Al principi del segle xx la majoria de científics creien que l'univers era estàtic, raó per la qual la llum cansada tenia un cert atractiu. Avui en dia es recorda principalment per interès històric, ja que molt pocs científics creuen que la llum cansada sigui una explicació vàlida per la llei de Hubble. Tot i això, alguns models alternatius de la gravetat que no donen lloc a un univers en expansió a vegades utilitzen la llum cansada per explicar les observacions de Hubble.

## Història
La idea de la llum cansada va sorgir degut a les observacions fetes per Edwin Hubble. Les galàxies llunyanes mostren un  desplaçament de la longitud d'ona cap al vermell proporcional a la distància a què es troben de nosaltres. Tenint en compte l'efecte Doppler, això implica que totes aquestes galàxies, independentment de quina direcció mirem, s'estan allunyant de nosaltres amb una velocitat també proporcional a la distància a què es troben de nosaltres. En poques paraules, tot s'allunya de nosaltres. Hi havia una incongruència entre la idea d'un univers estàtic i aquestes observacions. En un univers estàtic no hi ha cap raó per la qual hauríem d'observar un  desplaçament de longitud d'ona cap al vermell. La llum cansada intenta explicar, en el context d'un univers estàtic, aquest fet.
Immediatament després que Hubble fes públic el seu descobriment, Willem de Sitter, que treballava en la  teoria de la relativitat general, va reconèixer que aquestes observacions coincidien amb una solució de les equacions de camp d'Einstein: la mètrica de FRW (Friedmann-Robertson-Walker). Aquesta mètrica dona una explicació a les observacions de  Hubble: l'univers es troba en un estat de contínua expansió. L'espai entre les  galàxies va creixent a causa d'aquesta expansió; per tant, la llum que rebem d'aquestes galàxies llunyanes estan desplaçades cap al vermell. És important entendre que aquesta expansió no afecta l'espai dintre de les galàxies, ja que aquestes estan subjectes a la seva pròpia atracció gravitatòria.
No tothom va acceptar aquesta explicació immediatament. La relativitat general era difícil d'entendre i bastants astrònoms eren escèptics que aquesta fos l'única explicació possible. Alguns altres tenien dubtes de la validesa de les observacions. En aquest context, Fritz Zwicky va presentar la seva hipòtesis, la llum cansada, el 1929. La llum cansada suggeria que els fotons, en viatjar llargues distàncies per un univers estàtic, perdien energia en col·lidir amb altres partícules o per algun altre mecanisme desconegut. La pèrdua d'energia comporta un increment de la longitud d'ona, i això explica el desplaçament cap al roig de la llum que rebem. El terme «llum cansada» va ser ocurrència de Richard Tolman, el qual l'utilitzava per a referir-se a aquesta idea.
El mecanisme de la llum cansada va ser una de les alternatives a la cosmologia proposada pel «big-bang» i  «l'estat estacionari», teories que es basen en l'expansió de l'univers proposada per la  mètrica FRW. Des de mitjan segle xx, la majoria de cosmòlegs acceptaven un d'aquests dos models, mentre que pocs cosmòlegs van treballar en l'alternativa proposada per la llum cansada. A mesura que el camp de la cosmologia anava avançant i arribaven noves dades experimentals, el big-bang es va imposar com el model més seguit, ja que era el que més s'ajustava a les observacions fetes cap al final del segle xx. Avui dia segueix sent aquest el model més acceptat de l'evolució de l'univers. A més, un quants experiments han demostrat que la llum cansada tradicional no és una explicació viable del desplaçament cap al roig de la llum que ens arriba de d'altres  galàxies.

## Models de la llum cansada
Els cosmòlegs han suggerit uns quants mecanismes pels quals la llum cansada podria funcionar:

### Models de Zwicky
Fritz Zwicky va proposar alguns mecanismes per al desplaçament cap al roig de la longitud d'ona, i admeté, anys després, que estava equivocat.
- L'efecte Compton:

| « | ... La llum que venia de nebuloses llunyanes es desplaçava cap al vermell per l'efecte Compton en els electrons lliures. […] El problema és que això faria que la llum dispersa en totes les direccions fos completament opaca i, per tant, impossible d'observar, […] el qual no es correspon amb la realitat i fa que aquesta suposició sigui incorrecta. | » |

- Potencial gravitatori :

| « | La diferència de potencial gravitatori a diferents distàncies del centre de la galàxia afecta l'espectre de llum. Encara que això és cert, aquest efecte no té cap relació amb la distància a què està la galàxia observada del nostre planeta i, per tant, no dona una explicació per a les observacions de Hubble. | » |

En aquest mateix document, el mateix  Zwicky reconeix que en un model com la llum cansada la relació entre la distància i el desplaçament de la longitud d'ona cap al vermell també hauria de ser mesurable en objectes dins la nostra galàxia. En aquest cas, el desplaçament seria tan petit que seria molt difícil de mesurar. En qualsevol cas, si això fos cert, seria una prova contra models com el big-bang, els quals només parlen d'un desplaçament cap al roig en objectes fora de la pròpia galàxia. Zwicky va escriure: «Seria especialment desitjable poder mesurar el desplaçament cap al roig independentment de les velocitats a què es mouen els objectes observats».

### Pèrdua d'energia de Hubble i Tolman
Després de l'estudi de  Zwicky del 1935, Edwin Hubble i Richard Tolman van comparar el desplaçament cap al roig produït per un objecte en allunyar-se del receptor i un desplaçament cap al roig produït per altres raons. Van concloure que:
| « | ...tots dos som partidaris de l'opinió que, si el desplaçament cap al vermell és produït per algun mètode diferent a l'allunyament de l'emissor del receptor, la seva explicació implicaria noves lleis físiques (... i) l'ús de l'univers estàtic d'Einstein, combinat amb la suposició que els fotons emesos perden energia per algun procés desconegut abans d'arribar a l'observador. Aquest procés és linealment proporcional a la distància travessada i comporta una disminució de la freqüència, sense afectar la trajectòria". | » |

### La hipòtesi de Finlay-Freundlich
A principis dels 50, Erwin Finlay Freundlich va proposar que el desplaçament cap al roig és «el resultat de la pèrdua d'energia dels fotons observats travessant un camp de radiació». R.A. Alpher va respondre: «No hi ha cap mecanisme físic generalment acceptat que sigui responsable d'aquesta pèrdua». De totes maneres, P. F. Brown va proposar que «l'energia perduda reapareix en forma de parelles de neutrins gràcies a l'intercanvi d'un gravitó entre dos fotons»

## Crítiques
Per ara, no hi ha cap mecanisme establert que produeixi una pèrdua d'energia similar a la relació trobada per Hubble entre el desplaçament cap al roig i la distància de l'objecte emissor. La dispersió de la llum provocada per gas o pols no reprodueix les observacions de Hubble. Per exemple, qualsevol mecanisme de dispersió faria que l'objecte emissor es difuminés i no pogués ser observat. En general, els cosmòlegs consideren que els models de la llum cansada tenen massa problemes per a prendre'ls en consideració. La llum cansada no és capaç per si sola de reproduir tots els èxits de la cosmologia proposada pel big-bang. No dona explicació per a la dilatació del temps observada en la llum emesa per una supernova, l'espectre d'un cos negre o l'anisotropia de la radiació de fons del big-bang. A més, el fet que l'edat de les estrelles més velles de l'univers és més o menys igual a l'invers de la constant de Hubble és una conseqüència natural de la cosmologia del big-bang, mentre que a la llum cansada aquest fet és una coincidència sense explicació.

## Els nous models
Entre les cosmologies no estàndard existeixen uns quants models que també utilitzen els criteris anteriors, produint un desplaçament cap al roig a conseqüència de la dilatació del temps, i sense fer referència als mecanismes específics: (Crawford 1979) i (Masreliez, Expansió còsmica en escala 1999).